# Калмикова Дар'я Костянтинівна
Дар'я Костянтинівна Калмикова (нар.. 4 березня 1983, Москва, РРФСР, СРСР) — російська актриса театр і кіно.

## Біографія

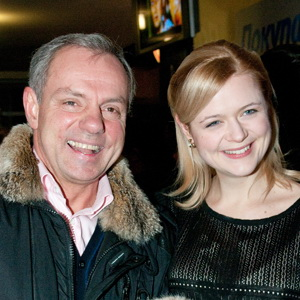
Дар'я Калмикова з чоловіком, актором Олександром Моховим, на прем'єрному показі фільму «Кохання-зітхання 3».
2 березня 2011 року.

Дар'я Калмикова народилася 4 березня 1983 року в Москві. Батько — Костянтин Григорович Мелік-Авакян (нар. 21 липня 1953), кінорежисер, колишній генеральний директор Центральної студії документальних фільмів (ЦСДФ) (2001—2005). Дід — Григорій Мелік-Авакян, вірменський радянський кінорежисер, Народний артист Вірменської РСР. Мати-Наталія Калмикова, театрознавець. Дід — Володимир Калмиков (1927—2008), Народний артист Російської Федерації працював у Російському академічному молодіжному театрі (РАМТ). Бабуся — Галина Сергіївна Суворова, теж була актрисою.
У 2003 році закінчила акторський факультет Школи-студії МХАТ в Москва (керівники курсу — Дмитро Володимирович Бруснікін та Роман Юхимович Козак).
Будучи студенткою, виступала на сцені МХТ імені А. П. Чехова, де в 2001 році дебютувала в ролі Арманди Бежар де Мольєр у виставі режисера Адольфа Шапіро «Кабала святош (Мольєр)» за п'єсою «Кабала святош» Михайла Булгакова.
Після закінчення вишу з 2003 по 2017 роки перебувала в трупі Московського Театру-студії під керівництвом Олега Табакова, де грала головні ролі, як у творах сучасних авторів, так і в класичному репертуарі. За роботу в театрі удостоєна професійних нагород.
Багато і плідно знімається як в кінофільмах: «Цвіркун за вогнищем» (2001), «Любов під прикриттям» (2010) та інших, так і в телевізійних фільмах на центральних каналах Росії, де втілює на телеекрані образи дівчат з нелегкою долею, наших сучасниць.

### Особисте життя
з 2003 по 2015 роки була одружена з актором Олександром Моховим, від якого в 2007 році народила сина; хлопчикові дали ім'я Макар. 24 Серпня 2018 року після декількох років спільного життя вийшла заміж за продюсера Миколу Сергєєва. 17 вересня 2019 року народила сина, якого назвали Тихоном.

## Творчість

### Ролі в театрі

#### Московський Художній театр імені А.П.Чехова
- 2001 — «Кабала святош (Мольєр)» за п'єсою «Кабала святош» Михайла Булгакова (режисер — Адольф Шапіро; прем'єра — 9 вересня 2001 року) — Арманда Бежар де Мольєр, актриса[4]
- 2003 — «Обломов» за п'єсою Михайла Угарова за мотивами однойменного роману Івана Гончарова (режисер — Олександр Галібін; прем'єра — 9 квітня 2003 року) — Ольга Сергіївна Іллінська, дворянка, кохана Іллі Обломова, потім дружина Андрія Штольца[8]

#### Московський театр-студія під керівництвом Олега Табакова
- «Л. Г. Синичкін» за сценарієм Михайла Вольпіна і Миколи Ердмана за мотивами комедії-водевіля «Лев Гурич Синичкін, або Провінційна дебютантка» Дмитра Ленського — Раїса Сурмілова, місцева Театральна прима
- «Леді Макбет Мценського повіту» за однойменною повістю Миколи Лєскова — Катерина Львівна Ізмайлова, молода купчиха
- «Розповідь про сім повішених» за однойменною повістю Леоніда Андрєєва — Таня Ковальчук, дружина полковника Вернера, служниця
- «Звичайна історія» за п'єсою Віктора Розова за мотивами однойменного роману Івана Гончарова — Надійка
- «Псих» за однойменним романом Олександра Мінчина — Іра, медсестра, закохана в Олександра
- «Провінційні анекдоти» за однойменною п'єсою Олександра Вампілова — Вікторія, дівчина, що влаштовується на роботу
- «Від четверга до четверга» за п'єсою Альдо Де Бенедетті — Адріана Гуарньєрі
- «Нащадок» за п'єсою Володимира Жеребцова — екскурсовод

### Фільмографія
| Рік         |   | Назва                               | Роль                                          |    |
| ----------- | - | ----------------------------------- | --------------------------------------------- | -- |
| 2001        | ф | Цвіркун за вогнищем                 | Мей Філдінг (головна роль)                    | ру |
| 2001        | с | Не покидай мене, любов              | Віра, сестра Кості                            | ру |
| 2003        | с | Москва. Центральний округ           | -                                             | ру |
| 2003        | ф | Шукаю наречену без приданого        | Снігуронька                                   | ру |
| 2004 — 2005 | с | Гріхи батьків                       | Наталія Ковальова                             | ру |
| 2004        | ф | Про любов в будь-яку погоду         | Віка, емансипована журналістка (головна роль) | ру |
| 2004        | ф | Таємниця «Вовчої пащі»              | дружина прапорщика Козлова                    | ру |
| 2004        | ф | Плакальщик, або Новорічний детектив | Даша Бабушкіна, актриса (головна роль)        | ру |
| 2005        | с | МУР є МУР 3                         | Галочка                                       | ру |
| 2006        | с | Зачарована дільниця                 | Світлана                                      | ру |
| 2007        | ф | Учитель в законі                    | Катя, подруга Богомола, дівчина за викликом   | ру |
| 2008        | ф | Пісочний дощ                        | Аліса Лучина, наречена Ігоря, дочка Ірини     | ру |
| 2009        | с | Братани                             | Світлана Мілявська / Оксана Мілявська         | ру |
| 2009        | ф | Весельчаки                          | Свєтка                                        | ру |
| 2010        | ф | Любов під прикриттям                | Люда, барменша                                | ру |
| 2010        | с | Братани 2                           | Світлана Явлікіна, дружина Сергія             | ру |
| 2010        | с | Учитель у законі 2                  | Катя                                          | ру |
| 2011        | ф | Єльцин. Три дні в серпні            | Ольга                                         | ру |
| 2011        | с | Тонка грань                         | Ірма                                          | ру |
| 2012        | с | Братани 3                           | Світлана Явлікіна, дружина Сергія             | ру |
| 2012        | ф | Мама виходить заміж                 | Марина Філіппова (головна роль)               | ру |
| 2012        | ф | Віддам дружину в хороші руки        | Олена Хомутова                                | ру |
| 2012        | с | Легенди про Круга                   | Марина                                        | ру |
| 2013        | ф | Княжна з хрущовки                   | Рита                                          | ру |
| 2013        | с | Мама-детектив (8-ма серія)          | Людмила                                       | ру |
| 2013        | ф | Новий старий будинок                | Світлана                                      | ру |
| 2014        | ф | Мама Люба                           | Люба (головна роль)                           | ру |
| 2014        | ф | Курортний роман                     | Міла (головна роль)                           | ру |
| 2014        | ф | Братани 4                           | Світлана Явлікіна, дружина Сергія             | ру |
| 2015        | ф | Курортний роман 2                   | Міла (головна роль)                           | ру |
| 2015        | с | Пуанти для «Плюшки»                 | Наталія ( «Плюшка»), колишня балерина         | ру |
| 2018        | ф | Сокира (ТВ)                         | Ліза (головна роль)                           | ру |

## Нагороди та премії
- 2006 — премія газети «Московський комсомолець» у номінації «Найкращий акторський ансамбль» — за виставу «Оповідання про сім повішених» Л. Андрєєва.
- 2006 — премія «Золота ліра» за найкращу жіночу роль — за роль Тані Ковальчук у виставі «Оповідання про сім повішених» Л. Андрєєва.
- 2007 — премія Благодійного фонду Олега Табакова — за роль Тані Ковальчук у виставі «Оповідання про сім повішених» Л. Андрєєва.
- 2006 — премія «Кришталева Турандот» — за роль Тані Ковальчук у виставі «Оповідання про сім повішених» Л. Андрєєва.

## Примітка
1. ↑  ČSFD — 2001.
2. 1 2  Дарья Калмыкова. Биография, роли в театре. [Архівовано 15 травня 2021 у Wayback Machine.] Официальный сайт Московского театра Олега Табакова // tabakov.ru
3. ↑  Актёрский факультет. Выпускники 2000-х годов. [Архівовано 22 березня 2019 у Wayback Machine.] Официальный сайт Школы-студии МХАТ // mhatschool.theatre.ru
4. 1 2  Спектакль «Кабала святош (Мольер)» режиссёра Адольфа Шапиро по пьесе «Кабала святош» Михаила Булгакова. Премьера — 9 сентября 2001 года. [Архівовано 14 травня 2021 у Wayback Machine.] Официальный сайт МХТ имени А. П. Чехова // mxat.ru
5. ↑  Николай Сергеев в Instagram: «Год! Прошёл плодотворно! Поздравляю тебя мой самый любимый, самый родной, самый красивый человек! Улыбайся! Всегда улыбайся! Всё будет…» (рос.). Instagram. Процитовано 20 вересня 2019.
6. ↑  Dariy в Instagram: «Я теперь Мама двух Сыновей💪🏻💪🏻!!!!!! Ааааааааа!!!!!! Мысли сейчас конечно путаются, эмоции переполняют!!!!!! СЧАСТЬЕ!!!!!! Спасибо ПМЦ «…» (рос.). Instagram. Процитовано 20 вересня 2019.
7. ↑  Макар Мохов в Instagram: «Ураааааа родился брат!!!! Мы сидим отмечаем такой светлый праздник!!! Мы любим тебя Тиша!!!!! Будь всегда с нами!!!! ❤️❤️❤️🎁🎁🎁💋 #Тишабрат…» (рос.). Instagram. Процитовано 20 вересня 2019.
8. ↑  Спектакль «Обломов» режиссёра Александра Галибина по пьесе Михаила Угарова по мотивам романа Ивана Гончарова. Премьера — 9 апреля 2003 года. [Архівовано 14 травня 2021 у Wayback Machine.] Официальный сайт МХТ имени А. П. Чехова // mxat.ru